# 涙のしずく (フレディ・フェンダーの曲)
「涙のしずく」（原題： Before the Next Teardrop Falls）は、ヴィヴィアン・キースとベン・ピーターズが作詞作曲したカントリー・ソング。フレディ・フェンダーのバージョンが全米1位を記録した。

## 概要
ヴィヴィアン・キースとベン・ピーターズによって書かれ、カントリー歌手のデュエイン・ディーが1967年にシングルとして発表した。ディーのバージョンは翌年の初め、ビルボードのカントリ・チャートの44位を記録した。
テキサス州出身の歌手、フレディ・フェンダーは1957年から活動を始め、テックスメックス、カントリーを主に歌ってきたが、ほとんどヒットに恵まれなかった。1974年、ABC-DOTレコードと契約。ヒューイ・P・モーのプロデュースの下、再デビューを図ることとなり、アルバム制作に入る。フェンダーはモーに言われるまま、予め用意されたバッキングトラックに歌を重ねた。それが「涙のしずく」だった。「レコーディングはほんの数分で終わったよ」とフェンダーは述べているが、スペイン語の歌詞が間に入るバージョンは彼によって初めて吹き込まれた。
1974年のアルバム『Before the Next Teardrop Falls』に収録され、1975年1月にシングルカットされた。B面は「フォー・ユア・ラブ（Waiting for Your Love）」。
1975年5月3日付のビルボード・Hot 100で1位を記録。また、ビルボードのカントリー・チャートでも1位を記録。1975年のビルボード年間チャートの4位を記録し、ゴールドディスクに輝いた。

## その他のバージョン
- ドッティ・ウェスト - 1968年のアルバム『What I'm Cut Out to Be』に収録。
- ロレッタ・リン - 1975年のアルバム『Home』に収録。
- サミー・スミス - 1975年のアルバム『Today I Started Loving You Again』に収録。
- キャンディ・ステイトン - 1977年のアルバム『Music Speaks Louder Than Words』に収録。
- 中本マリ - 1977年のアルバム『ナイス・フィーリング』に収録。
- ドリー・パートン - 1996年のアルバム『Treasures』に収録。